# Бахіли (присілок)
Бахі́ли (рос. Бахилы) — присілок в Зав'яловському районі Удмуртії, Росія.
Присілок розташований над річкою Розсоха, лівої притоки Нечкінки.

## Населення
Населення — 2 особи (2010; 0 в 2002).